# R.L. Stine
Robert Lawrence Stine, född 8 oktober 1943 i Columbus i Ohio, är en amerikansk författare (roman- och novellförfattare), TV-producent, manusförfattare och chefredaktör. Han brukar även gå under namnen Jovial Bob Stine och Eric Affabee. 
Stine är bland annat känd för att vara författaren bakom böckerna i bokserien Goosebumps, som bland annat har översatts till 32 olika språk och fått en egen TV-serie (som han även är skaparen till), samt blivit filmatiserad två gånger (2015 och 2018). Han är också författaren bakom bokserien Fear Street, som senare har kommit till att bli en filmtrilogi på Netflix bestående av titlarna Part One: 1994, Part Two: 1978 och Part Three: 1666.